# Stanisław Filipkiewicz
Stanisław Filipkiewicz (ur. 6 kwietnia 1885 w Krakowie, zm. 30 listopada 1944 tamże) – architekt, konserwator zabytków.

## Życiorys

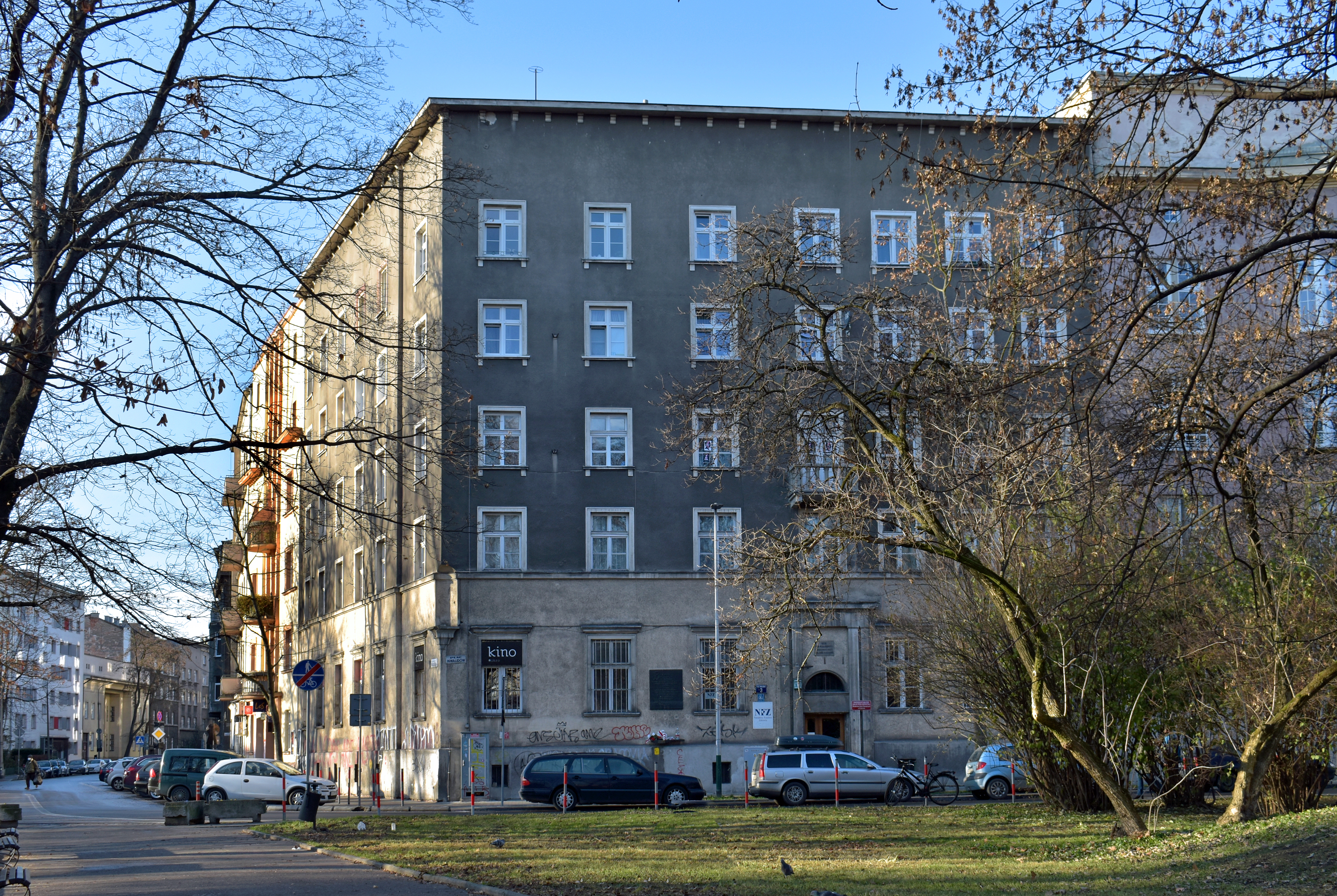
Dom mieszkalny Towarzystwa Wzajemnej Pomocy Funkcjonariuszy Stołeczno-Królewskiego Miasta Krakowa przy pl. Inwalidów 3/ul. J. Lea

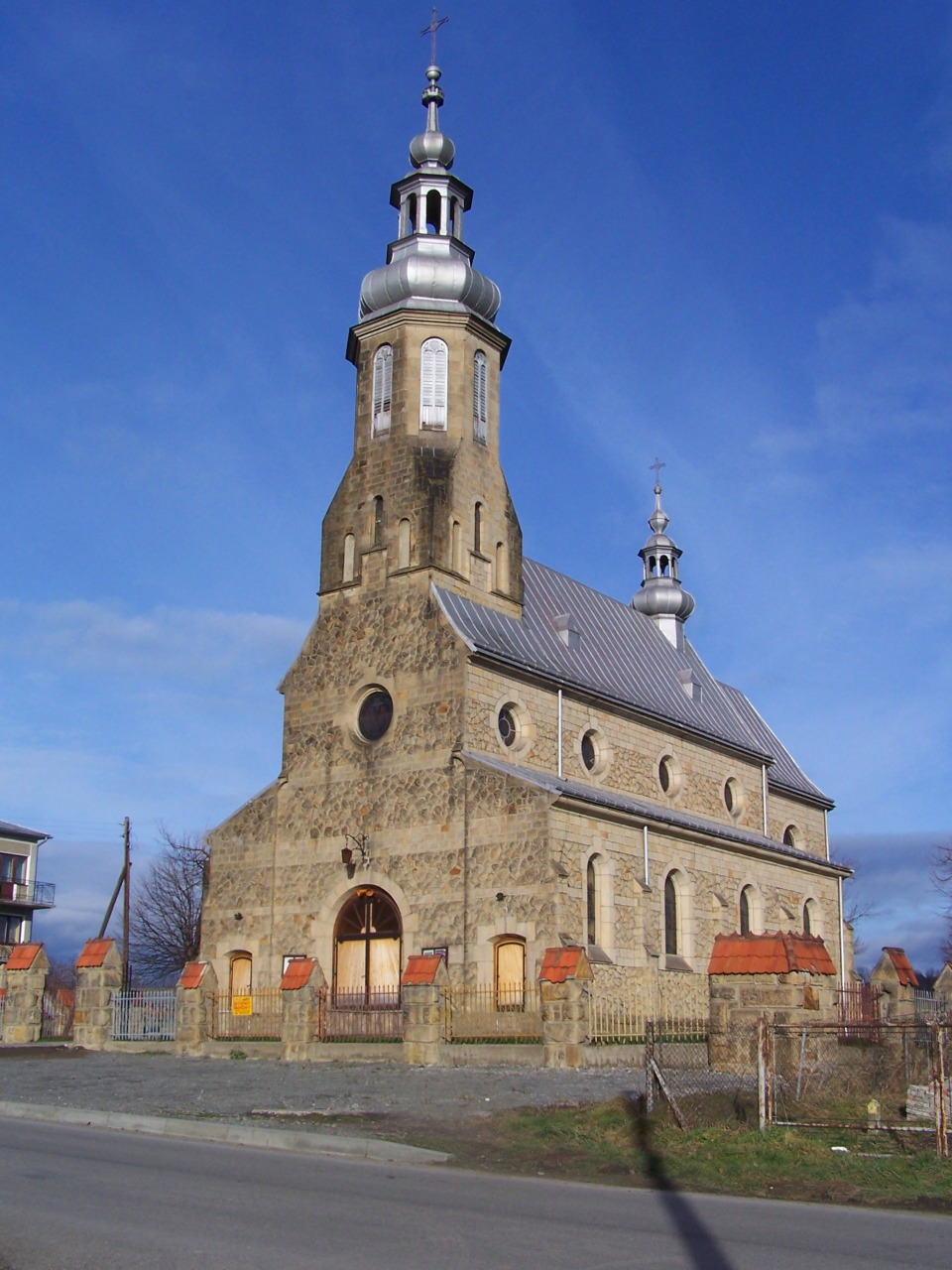
Kościół Najświętszej Maryi Panny Królowej Polski w Krasnem-Lasocicach

Syn Wincentego i Heleny z Kurkiewiczów, brat malarzy Mieczysława i Stefana Filipkiewiczów.
Studiował na Wydziale Architektury Politechniki Lwowskiej, którą ukończył w 1917 roku. W latach 1920–1921 pracował tam jako asystent. Po studiach powrócił do Krakowa. Od 1923 roku był właścicielem biura projektowego razem z Juliuszem Kolarzowskim, mieszczącego się w Szarej Kamienicy w Rynku Głównym w Krakowie.
Od 1934 roku członek Stowarzyszenia Architektów Polskich Oddział w Krakowie. W 1939 roku został mianowany Prezesem Stowarzyszenia Architektów Polskich. Pełnił funkcję Sekretarza Koła Architektów, a od 1929 roku Sekretarza Związku Architektów Województwa Krakowskiego. Był redaktorem i wydawcą czasopisma „Architekt” w Krakowie.
Opracowywał projekty architektoniczne i kierował budową lub rozbudową kolejnych reprezentacyjnych gmachów Krakowa, m.in. budynku Komunalnej Kasy Oszczędności Miasta Krakowa (obecnie Pekao S.A.), który rozbudował wraz z Juliuszem Kolarzowskim w latach 1929–1930. Był autorem przebudowy Arsenału Królewskiego na Instytut Geograficzny UJ w latach 1925–1927. Odrestaurował razem z Tadeuszem Tombińskim budynek Teatru Bagatela, nadając mu nowoczesną formę. Był autorem rozbudowy kaplicy Kościoła Świętego Krzyża w Jaworznie-Jeleniu. 
Projektował gmachy dla wojska, pensjonaty i wille.
Był autorem projektów:
- kamienicy przy ul. Bandurskiego 28,
- willi przy ul. F. Eisenberga 5 w Krakowie, razem z Juliuszem Kolarzowskim (1930–1932),
- kamienicy pod Ewangelistami przy ulicy Sławkowskiej 24a (1936–1938),
- domu mieszkalnego Towarzystwa Wzajemnej Pomocy Funkcjonariuszy Stołeczno-Królewskiego Miasta Krakowa przy pl. Inwalidów 3/ul. J. Lea, razem z Bernardem Birkenfeldem (1925–1926),
- Zakładu opiekuńczego (dawny Zakład wychowawczy sióstr Felicjanek) przy ul. Smoleńsk 2/ul. Straszewskiego 19 w Krakowie, razem z J. Kielanowskim (1931),
- domu przy ul. Wodociągowej 10, razem z Juliuszem Kolarzowskim (1929),
- kościoła Najświętszej Maryi Panny Królowej Polski w Krasnem-Lasocicach (1935–1938), kościoła w Lubniu i w Polance Wielkopolskiej.

Otrzymał nagrodę Koła Architektów we Lwowie za projekt ratusza w Drohobyczu oraz I nagrodę w konkursie na projekt Domu Ludowego im. Wincentego Witosa w Krakowie w 1922 roku.